# Hamed Namouchi
Hamed Namouchi (arabe : حامد النموشي), né le 14 février 1984 à Cannes, est un joueur puis entraîneur de football franco-tunisien évoluant au poste de milieu de terrain.

## Biographie
Il commence à jouer au football vers l'âge de sept ans : un animateur de son école était aussi éducateur au club de l'ES Le Cannet-Rocheville ; il lui propose de prendre part à un tournoi débutant puis, par la suite, une licence dans ce club. À l'ES Cannet-Rocheville, il est repéré par les recruteurs de l'AS Monaco et de l'AS Cannes qui lui proposent d'entrer dans leur centre de formation respectif. Il décide de s'engager dans celui de l'AS Cannes où il joue parmi les moins de 15 ans, les moins de 17 ans puis en championnat de France amateur. Avant d'aller au Rangers FC, il passe des tests au Racing Club de Lens, au Racing Club de Strasbourg et à Chelsea, qui lui propose un contrat après un mois d'essai. Namouchi hésite car Roman Abramovitch recrute presque tous les jours de nouveaux joueurs et il pense n'avoir aucune chance de jouer. 
Il décide donc de rejoindre les rangs du Rangers FC. Lors du derby face à l'autre club de la ville, le Celtic FC, Namouchi inscrit même le but de l'égalisation et se voit propulsé en équipe première par l'entraîneur Alex McLeish. Le club gagne la coupe de la Ligue écossaise ainsi que le championnat d'Écosse en 2005 mais se voit éliminé en huitièmes de finale de la Ligue des champions face à Villarreal CF. Il est alors appelé en équipe de Tunisie de football, le 26 mars 2005 pour le match contre le Malawi (gagné sur un score de 7-0), il dispute aussi la Coupe des confédérations 2005 ainsi que la coupe d'Afrique des nations et la coupe du monde 2006, sous les ordres de Roger Lemerre, qui fait de lui un élément essentiel de son équipe.
À l'arrivée de Paul Le Guen, ce dernier ne lui promet pas une place de titulaire. Il décide donc de s'engager pour trois saisons au FC Lorient. Victime en 2007 d'une grave blessure au genou (rupture des ligaments croisés), il est contraint de s'éloigner des terrains pour six mois, la saison étant terminée pour lui. En 2008, il retrouve peu à peu le rythme des matchs et se voit sélectionné le 20 août 2008 avec son pays pour le match amical contre l'Angola (1-1). À l'été 2009, des informations font état de son arrivée dans l'équipe turque du Sivasspor, avant que Namouchi démente l'information. Le 18 décembre 2009, il s'engage avec le club allemand du SC Fribourg pour une durée de six mois, renouvelable pour deux ans, mais il ne renouvelle pas son contrat. Il se retrouve alors au Grenoble Foot 38.
Hamed Namouchi effectue quelques matchs. Alors qu'il semble être revenu en forme, il se blesse très rapidement lors d'un déplacement à Troyes (25e journée) : les médecins lui diagnostiquent une rupture du ligament croisé antérieur, sa saison est dès lors terminée.
Sans club en début de saison 2011, il s'engage en janvier 2012 avec l'Étoile sportive du Sahel pour une durée de trois ans et demi.
En février 2014, il s'engage en faveur du club bulgare du Lokomotiv Plovdiv.
Après plusieurs expériences dans différents clubs européens et tunisiens, l'ancien international s'engage dans le championnat divisionnaire français, au sein de l'ES Le Cannet-Rocheville, un club qui évolue dans le groupe G de la CFA 2 (cinquième division française), en septembre 2016. 

## Palmarès
- Championnat d'Écosse : 2005 (Rangers FC)
- Coupe de la Ligue écossaise : 2005 (Rangers FC)